# Хигаонна, Морио
Морио Хигаонна (яп. 東恩納盛男, родился 25 декабря, 1938) — известный окинавский мастер карате, являющийся основателем и шеф-инструктором International Okinawan Goju-ryu Karate-do Federation (IOGKF).
Сэнсэй Морио Хигаонна является одним из немногих мастеров годзю-рю, которым присвоена степень 10-й дан. Автор нескольких популярных книг по карате: «Традиционное карате-до: Окинавское годзю-рю» (1985) и «История каратэ: Окинавское годзю-рю» (2001).
Известный мастер боевых искусств Донн Дрэгер (1922—1982) сказал о Морио Хигаонне следующее: «Это наиболее опасный человек в реальном бою во всей Японии.  Не только в Японии, но и в Монголии».

## Ранние годы
Морио Хигаонна родился 25 декабря 1938 года в Наха, Окинава. Он начал изучение карате со стиля сёрин-рю в возрасте 14 лет, сначала под руководством собственного отца, а позже стал учеником отцовского друга — Цунэтака Симабукуро. Это был именно тот Симабукуро, который посоветовал, чтобы Морио Хигаонна изучал годзю-рю в додзё Тёдзюна Мияги.
В начале 1950-х годов Морио Хигаонна начал тренироваться под руководством Миядзато Эити (одного из самых старших учеников Тёдзюна Мияги (1888—1953), основателя годзю-рю) и Анъити Мияги.
Морио Хигаонна аттестован на чёрный пояс сэнсэем Миядзато в 1957 году. В 1960 году он переехал в Токио для обучения в университете Такусёку. В этом же году, 30 декабря, Морио Хигаонна был аттестован на третий дан во время первого всестилевого дан-грейдинга, проводившегося организацией Okinawa Karate-do Renmei. Вскоре его пригласили для преподавания в Токио, в Ёёги додзё, где Морио Хигаонне удалось привлечь огромное количество занимающихся.

## Награды
- Орден Почёта (12 октября 2012 года, Молдавия) — за особые заслуги в продвижении боевых искусств в Республике Молдова, оказание содействия в повышении боеспособности подразделений силовых структур нашей страны и вклад в развитие молдо-японских отношений дружбы и сотрудничества[15].